# Mario Halley Mora
Mario Halley Mora (Coronel Oviedo, 25 de setembro de 1926 - Assunção, 28 de janeiro de 2003) foi um repórter, dramaturgo, narrador e poeta paraguaio. Filho de Miguel Halley e Elisa Mora. 
Foi casado por quase 55 anos com sua esposa, Zunilda Merlo. Deste matrimônio nasceram Francisco Genaro “Paco”, Hugo Manuel, Blanca, Pedro Miguel e Cecilia. Teve 17 netos e 3 bisnetos.

## Obras
O escritor, que publicou pouco mais de 50 obras em diversos géneros, escreveu trabalhos para teatro e novela.
Foi chefe de redação do jornal "Patria" durante a ditadura de Stroessner, condutor de rádio nos anos cinquenta e roteirista das primeiras historias em quadrinhos paraguaias.
Seus contos e microcontos tiveram grande aceitação no mercado editorial. Entre eles podem-se citar:
- Amor de invierno
- Cita en el San Roque
- Cuentos, microcuentos y anticuentos
- Los habitantes del abismo
- El Solterón
- Los hombres de Celina
- Manuscrito alucinado
- Ocho mujeres y los demás
- La Quema de Judas
- Un traje para Jesús
- Yo anduve por aquí.

## Morte
Faleceu na terça-feira, 28 de janeiro de 2003, as 4:10 horas da manhã como consequência da piora do seu estado de saúde no Sanátorio Migone de Assunção.